# Museum Spakenburg
Museum Spakenburg is een museum in het Utrechtse vissersdorp Spakenburg aan de Oude Schans 47-63 in het beschermde dorpsgezicht rond de Museumhaven. 
Het museum is ondergebracht in acht verschillende panden aan beide zijden van de historische Watersteeg. Het museumcomplex bestaat uit meerdere woningen, een winkeltje, boerderij met hooiberg en een rokerij. Het museum geeft in 12 aaneengeschakelde ruimtes een beeld van de klederdracht en het dagelijks leven in Bunschoten-Spakenburg en Eemdijk. Een deel van de collectie bevindt zich in het gemeentehuis. 
Al de gemeentelijke kernen worden getoond in het museum, inclusief de tegenstellingen. Naast de rijke boeren, de visserij en de oude ambachten is er aandacht voor de Spakenburgse klederdracht. De tegenwoordige collectie is onderverdeeld in:
- streekdracht
- schilderijen
- meubilair
- porselein en aardewerk
- huishoudelijke voorwerpen
- visserijonderdelen
- boerderijonderdelen

Het museum is voortgekomen uit "Museum 't Vurhuus". De collectie van zo'n 7000 voorwerpen ontstond vanaf de jaren zestig van de 20e eeuw met de aanschaf van een bottermodel door de gemeente. In 1984 werd door de gemeente een oud havenpand aangekocht om een museum in te huisvesten. Het kreeg de naam 't Vurhuus. In 1992 werd de laatste kleinschalige visrokerij van het dorp aan het museum toegevoegd. 
Museum Spakenburg werd in het voorjaar van 1997 heropend na een ingrijpende verbouwing en renovatie. Het museum werd in 2008 uitgebreid. In het museum is een informatiepunt over de Grebbelinie aanwezig.